# زولتان كاموندي
زولتان كاموندي (بالمجرية: Kamondi Zoltán)‏ (و. 1960 – 2016 م) هو مخرج أفلام، وكاتب سيناريو، ومنتج أفلام مجري، ولد في بودابست، توفي في بودابست، عن عمر يناهز 56 عاماً.

## جوائز
حصل على جوائز منها:
- نيشان الفنون والآداب من رتبة قائد (17 يناير 2013)[4]
- جائزة المنافسة العامة  [لغات أخرى]‏ (1946)

## وصلات خارجية
- زولتان كاموندي على موقع IMDb (الإنجليزية)
- زولتان كاموندي على موقع ألو سيني (الفرنسية)
- زولتان كاموندي على موقع أول موفي (الإنجليزية)
- زولتان كاموندي على موقع قاعدة بيانات الأفلام السويدية (السويدية)
- زولتان كاموندي على موقع قاعدة بيانات الفيلم (الإنجليزية)
- زولتان كاموندي على موقع كينوبويسك (الروسية)